# Александрово (Трговиште)
Село Александрово се налази у општини Трговиште у Бугарској. Према подацима од 21.07.2005. године има 297 становника.